# Son of Dracula (film din 1943)
Son of Dracula (Fiul lui Dracula) este un film de groază din 1943 regizat de Robert Siodmak - primul său film pentru Universal Pictures. Scenariul este bazat pe o povestire originală a fratelui regizorului, Curt Siodmak. Este al treilea film cu Dracula din seria Universal Monsters, după Dracula și Fiica lui Dracula (Dracula's Daughter). În rolurile principale joacă actorii Lon Chaney, Jr., Robert Paige, Louise Allbritton și Evelyn Ankers.

## Distribuție
- Lon Chaney, Jr. - Contele Alucard (Dracula)
- Robert Paige - Frank Stanley
- Louise Allbritton - Katherine 'Kay' Caldwell
- Frank Craven - Dr. Harry Brewster
- J. Edward Bromberg - Professor Lazlo
- Patrick Moriarity - Șerif Dawes
- Evelyn Ankers - Claire Caldwell
- Adeline De Walt Reynolds - Madame Queen Zimba
- Etta McDaniel - Sarah, Brewster's Maid
- George Irving - Colonel Caldwell